# Gian Simmen
Gian Simmen (Chur, 19 februari 1979) is een voormalig Zwitsers snowboarder. 

## Carrière
Simmen nam deel aan de Olympische Winterspelen 1998 waar het snowboarden debuteerde. Simmen won tijdens deze spelen de gouden medaille op de Halfpipe. Simmen nam daarna nog tweemaal deel aan de spelen maar eindigde toen beiden keren buiten de toptien. Simmen won in zijn carrière twee wereldbekerwedstrijden.

## Resultaten

### Olympische Winterspelen
| Jaar | Plaats         | Resultaten   |
| ---- | -------------- | ------------ |
| 1998 | Nagano         | Halfpipe     |
| 2002 | Salt Lake City | 18e Halfpipe |
| 2006 | Turijn         | 19e Halfpipe |

### Wereldkampioenschappen
| FIS  | FIS                  | FIS          |
| Jaar | Plaats               | Resultaten   |
| ---- | -------------------- | ------------ |
| 2001 | Madonna di Campiglio | 16e Halfpipe |

### Wereldbeker
Eindklasseringen
| Seizoen   | Algm | HP  |
| --------- | ---- | --- |
| 1997/1998 | 64e  | 14e |
| 2000/2001 | 72e  | 25e |
| 2001/2002 | –    | 20e |
| 2004/2005 | –    | 43e |
| 2005/2006 | 150e | 47e |

Wereldbekerzeges
| Datum            | Plaats | Onderdeel |
| ---------------- | ------ | --------- |
| 18 november 2000 | Tignes | Halfpipe  |
| 9 januari 2002   | Arosa  | Halfpipe  |